# Fridolfing
Fridolfing település Németországban, azon belül Bajorországban. Lakosainak száma 4485 fő (2023. december 31.). Fridolfing Tittmoning, Ostermiething, Sankt Pantaleon, Laufen, Kirchanschöring és Waging am See községekkel határos.

## Népesség
A település népessége az elmúlt években az alábbi módon változott:
| Lakosok száma | 1630 | 2873 | 3179 | 3326 | 4126 | 4143 | 4251 | 4316 | 4428 | 4485 |
|               | 1875 | 1950 | 1975 | 1987 | 2012 | 2014 | 2016 | 2017 | 2021 | 2023 |